# Bernhard von Schkopp
Otto Bernhard von Schkopp (5 tháng 2 năm 1817 tại Polßen – 8 tháng 10 năm 1904 tại Wiesbaden) là sĩ quan quân đội Phổ, đã được thăng đến cấp Thượng tướng Bộ binh và là Thống đốc thành phố Straßburg. Ông đã từng tham chiến trong cuộc Chiến tranh Áo-Phổ năm 1866 và cuộc Chiến tranh Pháp-Đức các năm 1870 – 1871.

## Tiểu sử

### Thân thế
Bernhard sinh ngày 5 tháng 2 năm 1817, là con trai của cựu Đại úy trong Trung đoàn Long kỵ binh số 12 "von Brüsewitz" và Thanh tra điện báo (Telegrafeninspektors) o737 Paderborn, Heinrich Gotthard Bogislav von Schkopp (1782 – 1852) và người vợ của ông này là Wilhelmine Elisabeth, tên khai sinh von Hanff (mất năm 1820).

### Sự nghiệp
Schkopp đã từng học trường trung học Joachimsthaler ở thủ đô Berlin, rồi học thần học tại các Đại học Bonn và Berlin. Tại Bonn, ông là thành viên của Liên đoàn Sinh viên Corps Rhenania kể từ năm 1836. Vào ngày 1 tháng 4 năm 1840, ông gia nhập Trung đoàn Bộ binh "Herwath von Bittenfeld" (số 1 Westfalen) số 13 với vai trò là một lính bắn súng hỏa mai (Füsilier), và vào năm 1841 ông gia nhập biên chế của Trung đoàn Bắng súng hỏa mai "von Steinmetz" (Tây Phổ) số 37 với quân hàm thiếu úy. Từ năm 1843 cho đến năm 1847, ông giữ chức vụ sĩ quan phụ tá cấp trung đoàn. Vào ngày 5 tháng 8 năm 1843, ông được chuyển vào biên chế của Trung đoàn Bộ binh "von Lützow" (số 1 Rhein) số 25 và vào năm 1848 ông được bổ nhiệm làm sĩ quan phụ tá cho Bộ Tổng chỉ huy (Generalkommando) của Quân đoàn VIII. Vào ngày 16 tháng 1 năm 1849, trong khi vẫn giữ chức vụ của mình trong Bộ Tổng chỉ huy Quân đoàn VIII, ông được thăng cấp trung úy trong Trung đoàn Bộ binh "Bá tước Werder" (số 4 Rhein) số 30, rồi vào năm 1852, ông lên quân hàm Đại úy trong Trung đoàn Bắn súng hỏa mai "Thống chế Graf Blumenthal" (Magdeburg) số 36. Vào năm 1856, ông nhậm chức tư lệnh cấp đại đội trong Trung đoàn Bắn súng hỏa mai "Vương thân Heinrich của Phổ" (Brandenburg) số 35. Vào tháng 8 năm 1857, ông gia nhập Bộ Tổng tham mưu, và vào tháng 1 năm 1858 ông được cử vào Bộ Tham mưu của Sư đoàn số 11.
Vào tháng 3 năm 1858, ông được phong quân hàm Thiếu tá và vào năm 1860, Schkopp được ủy nhiệm làm Quyền chỉ huy (Führer) của Tiểu đoàn 2 trong Trung đoàn Bộ binh "von Grolmann" (số 1 Posen) số 18, sau đó ông giữ chức tư lệnh cấp tiểu đoàn Trung đoàn Bộ binh số 58 (số 3 Posen) rồi vào ngày 18 tháng 10 năm 1861 ông được thăng cấp Thượng tá. Vào tháng 8 năm 1864, ông được đổi làm Trưởng phòng (Abteilungschef) trong Bộ Chiến tranh Phổ và vào ngày 18 tháng 6 năm 1865, ông được lên quân hàm Đại tá. Trong cuộc chiến tranh chống Áo vào năm 1866, ông là Tư lệnh của Trung đoàn Bộ binh Trừ bị Pommern trong Quân đoàn Trừ bị II. Vào ngày 4 tháng 4 năm 1867, ông được lãnh chức Tư lệnh của Trung đoàn Bộ binh số 68 (số 6 Rhein). Vào tháng 6 năm 1869, ông được lên quân hàm Thiếu tướng đồng thời nhậm chức Tư lệnh của Lữ đoàn Bộ binh số 44. Trong cuộc Chiến tranh Pháp-Đức (1870 – 1871), ông là Quyền chỉ huy (Führer) của Sư đoàn số 22 kể từ trận chiến Frœschwiller-Wœrth cho đến khi các lực lượng Đức đến Paris. Trong cuộc vây hãm Paris, ông giữ quyền chỉ huy của Sư đoàn số 21. Vào ngày 17 tháng 6 năm 1871, Schkopp được ủy nhiệm làm Tư lệnh của Lữ đoàn Bộ binh số 27, rồi vào ngày 12 tháng 4 năm 1873 ông nhậm chức Tư lệnh của Sư đoàn số 31, tiếp theo đó ông được thăng quân hàm Trung tướng vào ngày 2 tháng 9 năm 1873. Vào ngày 26 tháng 1 năm 1878, ông được cử làm Thống đốc thành phố Straßburg. Do vấn đề sức khỏe của vợ mình, tướng Schkopp xin nghỉ hưu vào mùa xuân năm 1881. Vào ngày 12 tháng 3 năm 1881, điều đó đã được chấp thuận và đồng thời ông được phong quân hàm danh dự (Charakter) Thượng tướng Bộ binh. Ngày 9 tháng 10 năm 1904, ông từ trần ở Wiesbaden.

### Gia đình
Schkopp đã kết hôn hai lần. Vào ngày 2 tháng 6 năm 1849, tại thành phố Luxemburg, ông thành hôn với bà Louise Charlotte Amalie Wilhelmine Emilie (1827 – 1853), con gái của tướng Wilhelm von Wentzel (1791 – 1868). Sau khi bà mất, ông đã tái hôn vào ngày 31 tháng 10 năm 1855 tại Wallau, với bà Amalie Henriette Karoline, tên khai sinh Freiin (Nữ Bá tước) von Breidenbach zu Breidenstein (1829 – 1897).

## Tặng thưởng
- Hiệp sĩ Bắc Đẩu bội tinh vào ngày 21 tháng 8 năm 1852
- Huân chương Osmanje hạng III vào ngày 10 tháng 9 năm 1867
- Huân chương Thập tự Sắt (1870) hạng II vào ngày 25 tháng 8 năm 1870
- Huân chương Thập tự Sắt (1870) hạng I vào ngày 18 tháng 10 năm 1870
- Chỉ huy hạng I của Huân chương Gia tộc Weißen Falken với Thanh gươm vào ngày 18 tháng 3 năm 1871
- Đại Thập tự của Huân chương Chiến công (Bayern vào ngày 11 tháng 5 năm 1871
- Đại Thập tự của Huân chương Albrecht vào ngày 18 tháng 1 năm 1875
- Huân chương Đại bàng Đỏ hạng I với Bó sồi vào ngày 18 tháng 1 năm 1877
- Thập tự và Ngôi sao Chỉ huy của Huân chương Hoàng gia Hohenzollern vào ngày 23 tháng 9 năm 1879